# Miles M.26
Miles M.26 fue la designación utilizada para dar cobertura a la familia de propuestas de diseño de la Serie X, para un avión de transporte de largo alcance británico.

## Diseño y desarrollo
Los factores comunes de la mayor parte de las propuestas de diseño X eran el uso de un fuselaje integrado y motores embutidos en las alas, basados en los principios patentados por Nicolas Woyevodsky. Se construyó un prototipo subescalado de la propuesta X.9, designado Miles M.30.

## Variantes
Datos de: Miles aircraft since 1925.
X.2
El diseño X.2 fue el primero publicado en Flight en 1938, a partir de unos trabajos comenzados en 1936. Proyectado transporte de 38 asientos y velocidad de 300 mph de alrededor de 48 000 libras cargado, con alcance de 1000 millas, no usaba el fuselaje integrado. El diseño inicial estaba propulsado por cuatro motores de pistón no especificados Rolls-Royce de 670 kW (900 hp) refrigerados por aire. La envergadura era de 30 m, el peso cargado, de 28 000 kg. Se encontró con una fría reacción del Ministerio del Aire, sólo recibiendo un mezquino contrato de desarrollo de 25 000 libras y una maqueta de madera para cubrir la Especificación 42/37.
X.3
Proyectada variante de seis motores.
X.4 a X.8
Variantes del fuselaje integrado X que no fueron más allá de la etapa de concepto, incluyendo un avión comercial transatlántico de ocho motores (X.8).
X.9
Diseño de transporte de cuatro motores, presentado al Ministerio de Producción Aeronáutica (MAP) en otoño de 1942, propulsado por cuatro motores V12 Rolls-Royce Griffon y equipado con un tren de aterrizaje triciclo retráctil.
X.10
Pequeño avión comercial/transporte bimotor, seguía el concepto de ala integrada, pero con motores montados externamente.
X.11
Después de que el Comité Brabazon enviase la especificación Type I (más tarde desarrollada en la Especificación 2/44 del Ministerio del Aire) por un avión comercial transatlántico de posguerra sólo a Bristol, F.G. Miles presentó no oficialmente un diseño basado en la serie X de aviones de fuselaje integrado. El X.11 iba a tener ocho motores, con una alta velocidad de crucero (para 1943), gran carga alar y baja relación potencia-peso, sentando al menos a 50 pasajeros, pero fue rechazado. Envergadura de 46 m, peso cargado de 75 000 kg.
X.12
Versión bombardero del X.11.
X.13
Versión de transporte de tropas del X.11.
X.14
Tras el rechazo del X.11, Miles fue animado no oficialmente a presentar un diseño de un avión más pequeño que no compitiera con los especificaciones Brabazon, propulsado por cuatro motores radiales Bristol Centaurus de 1800 kW (2400 hp), con una envergadura de 46 m y un peso cargado de 54 000 kg. Esta propuesta también fue sumariamente rechazada.
X.15
X.14 revisado, estaría propulsado por seis motores lineales H24 Napier Sabre.
M.30
Bancada aerodinámica/avión de investigación subescalado X-Minor para el proyecto X.9.

## Especificaciones (X.9)
Referencia datos: Miles aircraft since 1925

### Características generales
- Tripulación: Más de cuatro
- Capacidad: 100 pasajeros/5532 kg (estimado)
- Longitud: 24 m (78,7 ft)
- Envergadura: 35 m (114,8 ft)
- Superficie alar: 138 m² (1485,5 ft²)
- Peso vacío: 16 783 kg (36 989,7 lb)
- Peso cargado: 34 473 kg (75 978,5 lb)
- Planta motriz: 4× motor lineal V12 refrigerado por líquido Rolls-Royce Griffon II.
  - Potencia: 1500 kW (2068 HP; 2040 CV) cada uno.
- Alargamiento: 9,1

### Rendimiento
- Velocidad crucero (Vc): 475 km/h (295 MPH; 256 kt) a 2400 m (8000 pies), 443 km/h a 6700 m (22 000 pies)
- Alcance: 4200 km (2268 nmi; 2610 mi)
- Carga alar: 250 kg/m² (51,2 lb/ft²)

## Aeronaves relacionadas

### Desarrollos relacionados
- Miles M.30

### Secuencias de designación
- Secuencia M._ (interna de Miles): ← M.20 - M.24 - M.25 - M.26 - M.27 - M.28 - M.30 →